# Reserva natural de Wallumatta
La reserva natural de Wallumatta (Wallumatta Nature Reserve), también llamada Macquarie Hospital Bushland, es una reserva natural protegida de solo 6 hectáreas de monte, que rodea al barrio residencial de East Ryde, a las afueras de Sídney, Australia. Forma parte del histórico Field of Mars (Campo de Marte) desde 1804 y es una de las zonas más delicadas que han sobrevivido al paso de los años. La zona es conocida como Sydney Turpentine-Ironbark Forest, un ecosistema en peligro de extinción. Los suelos son famosos por el esquisto y la piedra arenisca. 
La palabra "Wallumatta" se deriva de la lengua Eora, el idioma de los antiguos aborígenes locales, y designa al pargo, un pescado local. El dosel del bosque se compone principalmente de trementina, eucalipto gris ironbark, caoba roja y gomero rojo de Sídney. El arbusto del arándano ceniza también está presente, una planta de las regiones más húmedas del este de Nueva Gales del Sur. 
Los animales nativos registrados son las zarigüeyas de cola de cepillo, gris voladores de cabeza de zorro, lagarto de lengua azul y la serpiente de vientre rojo y negro. Los abundantes zorros, así como los perros y gatos domésticos, amenazan la vida silvestre autóctona.
La reserva de Wallumatta es un lugar "de demostración", y mucho de regeneración de bush, el trabajo ha sido llevado a cabo para eliminar las malas hierbas y alentar a las especies autóctonas. La reserva de la naturaleza, titulado Macquarie Hospital Bushland, fue incluida en la lista del registro nacional (Register of the National Estate) el 15 de mayo de 1990, posteriormente suprimido.